# Public Citizen

Wordmark

Public Citizen est un think tank américain qui est aussi un groupe de défense d'intérêts des consommateurs. Cet organisme à but non-lucratif, à la fois libéral et progressiste, mène ses activités à partir de Washington, D.C.

## Activités
Public Citizen a été fondé par Ralph Nader en 1971.
Il fait du lobby auprès des trois branches du gouvernement fédéral américain. Ses activités sont menées à travers cinq divisions : surveillance du Congrès des États-Unis (Congress Watch), énergie, Global Trade Watch, recherche sur la santé (Health Research Group) et Public Citizen Litigation Group (une firme d'avocats connu pour ses poursuites d'intérêt public devant la Cour suprême des États-Unis).
Public Citizen milite pour la responsabilisation des sociétés et la mise en vigueur de lois exigeantes, particulièrement dans les domaines du transport, des soins de santé et de l'énergie nucléaire. Ses priorités sont variées : réforme du financement des partis politiques, régulation de l'industrie pharmaceutique, sécurité routière et réforme de l'industrie de la finance. Il cherche à réduire l'influence des sociétés sur la conduite de la démocratie aux États-Unis.